# Список умерших в 1283 году

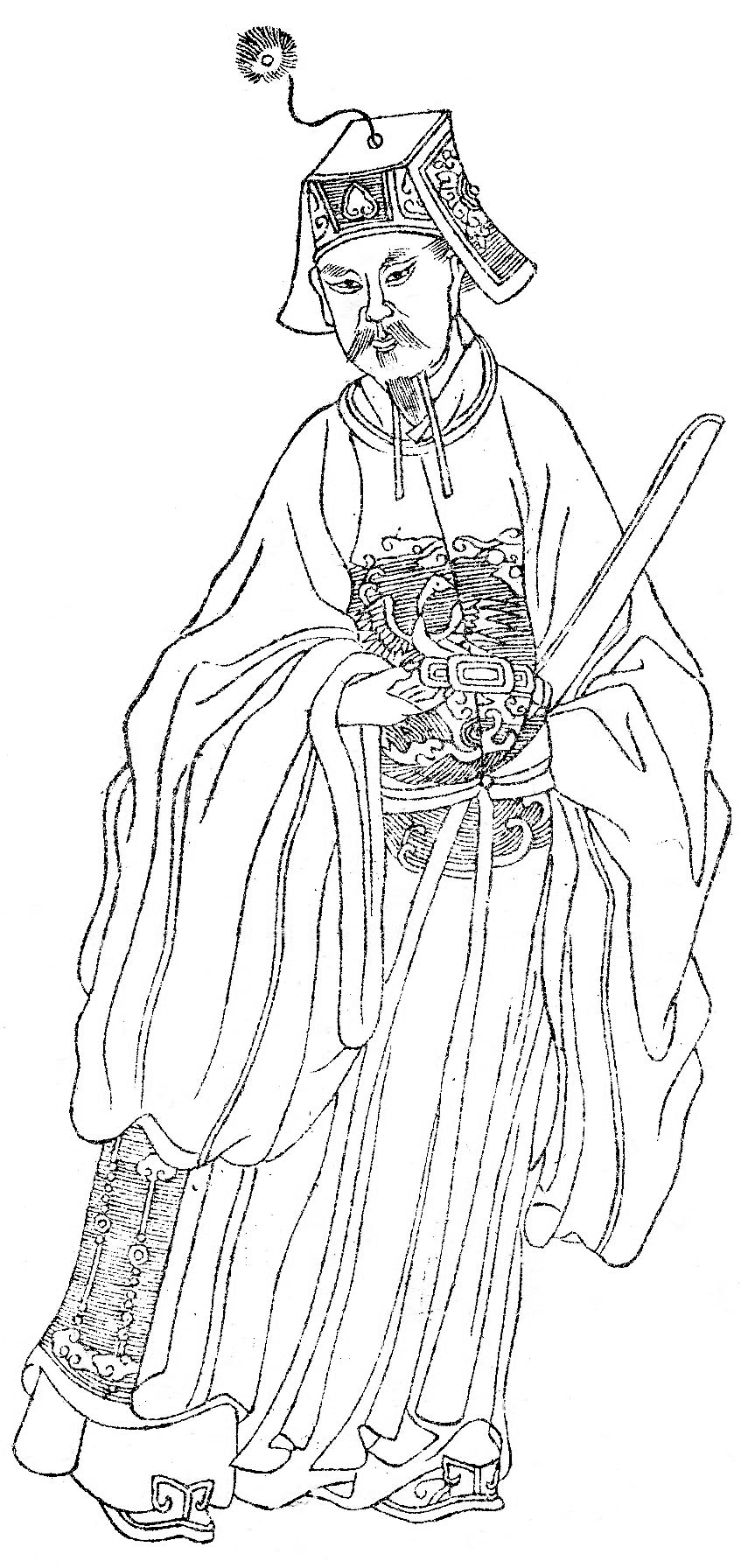
Вэнь Тяньсян

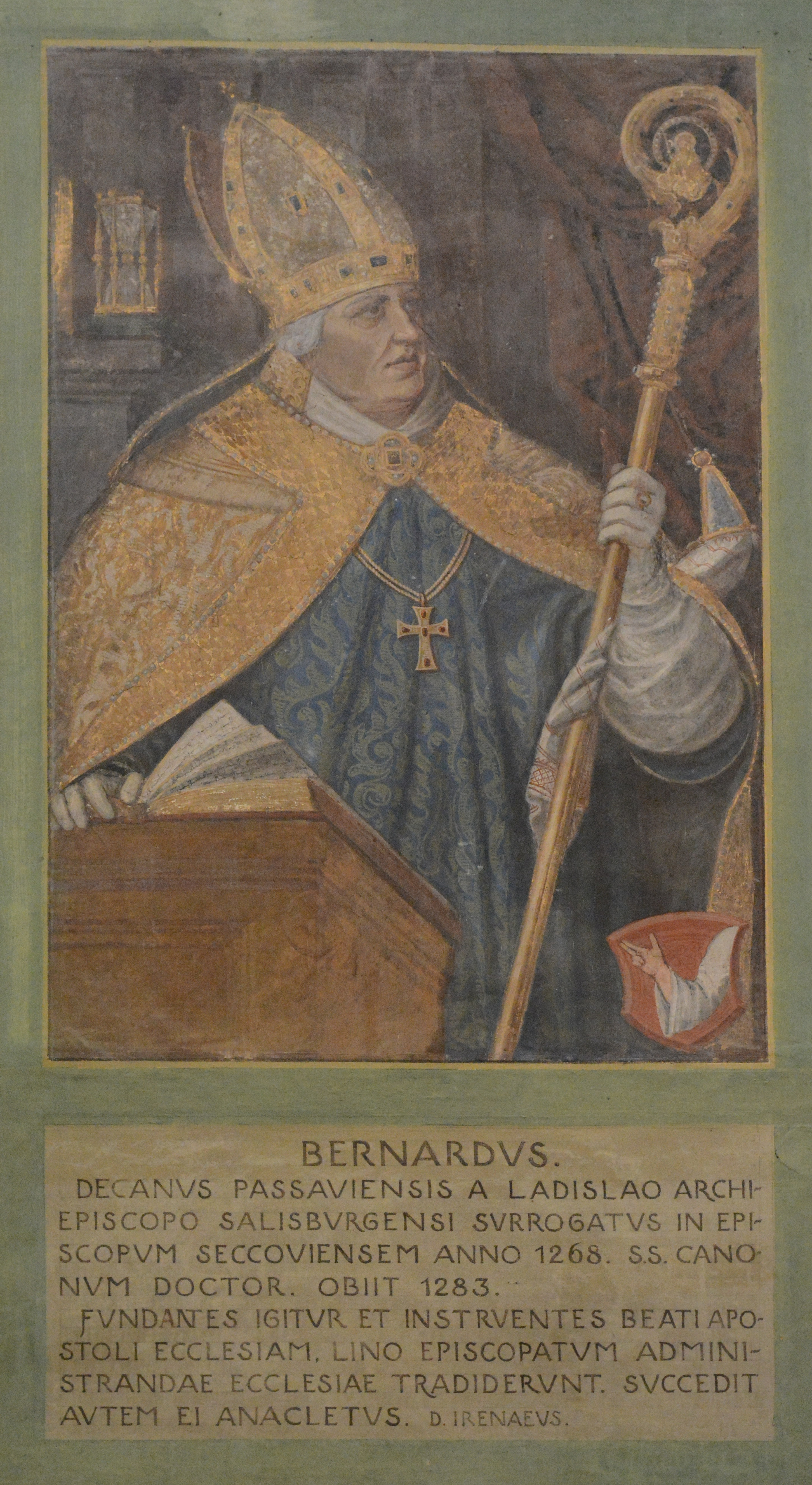
Вернхард фон Марсбах

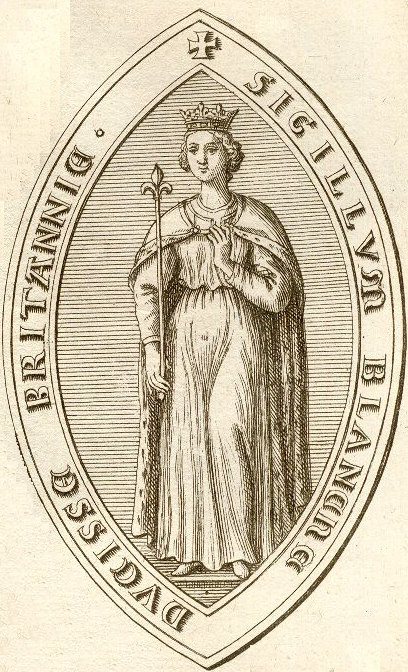
Бланка Наваррская

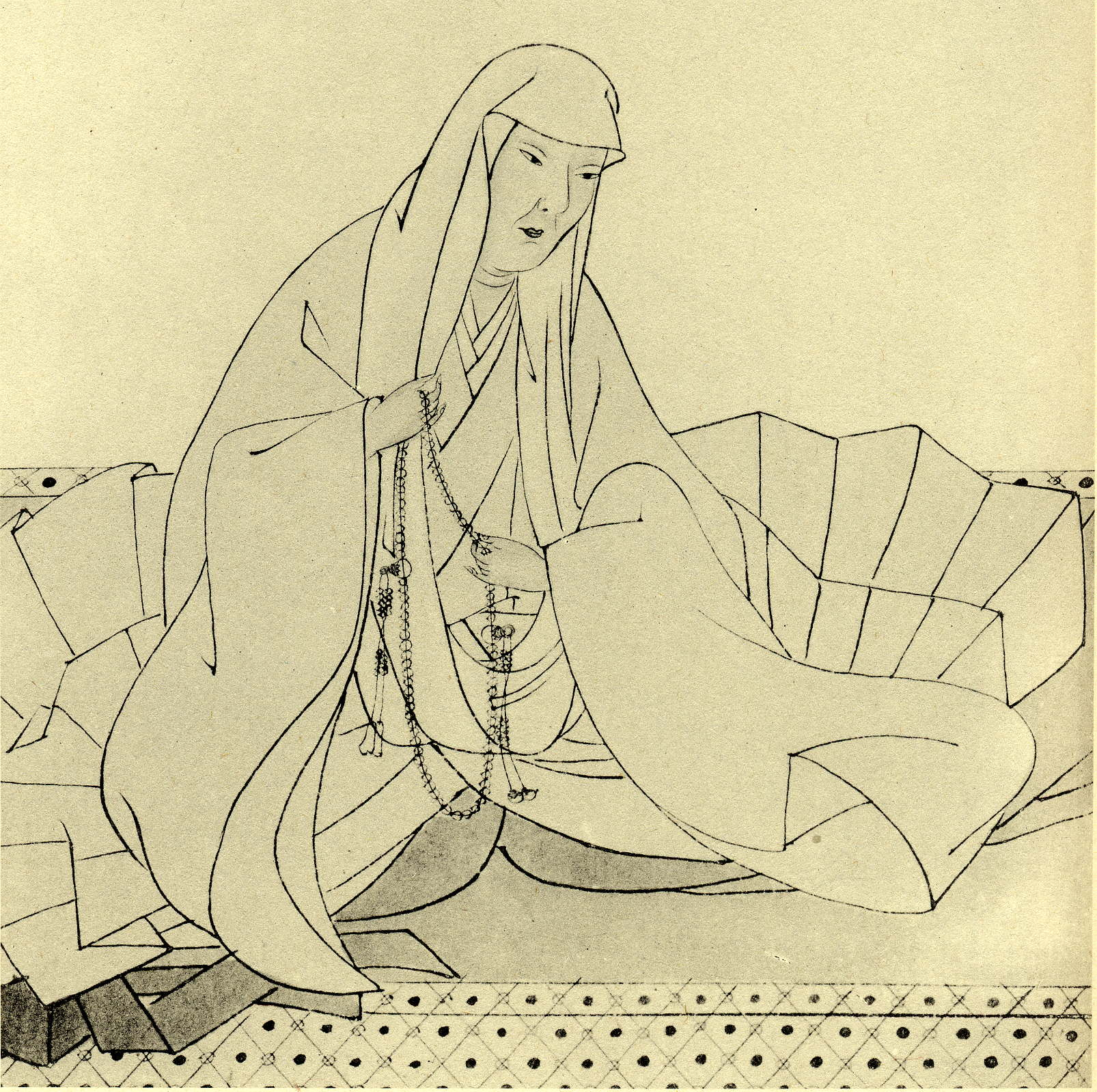
Абуцу-ни

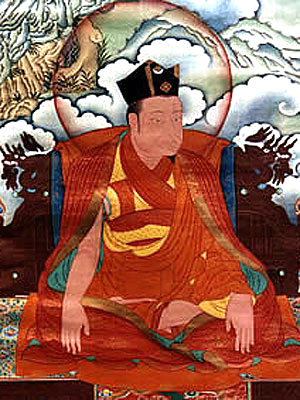
Карма-бакши

В этой статье представлен список известных людей, умерших в 1283 году.
См. также: Категория:Умершие в 1283 году

## Январь
- 9 января — Вэнь Тяньсян (46) — китайский поэт, педагог и военный деятель времён правления династии Сун, один из «трёх выдающихся личностей в последние годы династии Сун», казнён монголами.
- 20 января — Вернхард фон Марсбах[нем.] — епископ Шекау (1268—1283)

## Март
- 6 марта — Джувейни — персидский государственный деятель и историк эпохи Хулагуидов, автор исторического труда Та’рих-и джахангушай («История мирозавоевателя»).
- 23 марта — Иосиф I — Патриарх Константинопольский (1266—1275, 1282—1283).
- Маргарита Померанская, королева-консорт Дании, жена короля Дании Кристофера I, регент Дании (1259—1264) в период малолетства её сына Эрика V.

## Апрель
- 9 апреля — Маргарет Шотландская (22) — королева-консорт Норвегии (1281—1283), жена Эйрика II Магнуссона.
- 12 апреля — Переяслава Даниловна, княжна из рода Рюриковичей, в браке княгиня-консорт Черска и Мазовии.
- 23 апреля — Джон Брэдфилд[англ.] — епископ Рочестера (1278—1283)

## Июнь
- 7 июня — Роберт со Святого острова[англ.] — епископ Дарема (1274—1283)
- 24 июня — Джованни Форцате[итал.] — епископ Падуи (1251—1283)
- Ирменгарда Лимбургская — герцогиня Лимбурга (1279—1283), последняя представительница Лимбурского дома

## Июль
- 8 июля — Гильом Корнут[фр.] — французский адмирал, погиб в битве с арагонцами у берегов Мальты
- 9 июля — Беатриса Фиески[фр.] — княгиня-консорт Пьемонта (1251—1259), графиня-консорт-Савойская (1253—1259), жена Томаса II

## Август
- 5 августа — Ульрих I[нем.] — граф Асперга
- 11 августа — Фридрих I фон Торгау[нем.] — епископ Мерзебурга (1265—1283)
- 12 августа — Бланка Наваррская — герцогиня-консорт Бретани (1236—1283), жена Жана I Рыжего

## Сентябрь
- 5 сентября — Жиль де Частелет[фр.] — епископ Невера (1277—1283)

## Октябрь
- 3 октября — Давид III ап Грифид (45) — Принц Гвинеда и Уэльса (1282—1283), казнён.
- 15 октября — Иоганн I[нем.] — правитель Верле-Пархема (1277—1283).
- 20 октября — Педро Кастильский — кастильский инфант, сын Альфонсо X, сеньор де Ледесма, Альба де Тормес, Сальватьера, Галисто и Миранда.

## Ноябрь
- 27 ноября — Жан де Монфор — последний сеньор Торона (1257—1266), сеньор Тира (1270—1283).
- 29 ноября — Мартин Домингес[исп.] — епископ Хаэна (1276—1283)
- 30 ноября — Джованни да Верчелли — Генеральный магистр ордена проповедников (доминиканцев) (1264—1283), святой римско-католической церкви.

## Декабрь
- 15 декабря — Филипп де Куртене — титулярный император Латинской Империи (1273—1283).
- 25 декабря — Мануэль Кастильский — кастильский инфант, сын Фернандо III, сеньор де Эскалона, Санта Олалья, Пеньяфьель, Агреда, Роа и Куэльяр, отец Хуана Мануэля

## Дата неизвестна или требует уточнения
- Абу Исхак Ибрахим I — хафсидский халиф Ифрикии (1279—1283)
- Абуцу-ни[нем.] — японская поэтесса
- Альбеж[фр.] — епископ Влоцлавека (1275—1283)
- Арнульф III де Гин — граф де Гин (1244—1283).
- Бонаратиа из Болоньи[англ.] — генеральный магистр ордена францисканцев (1278—1283), святой римско-католической церкви.
- Герман III — граф Веймар-Орламюнде (1247—1283).
- Гонсало Яньес де Агилар, португальско-кастильский дворянин и трубадур, 1-й сеньор де Агилар и 4-й сеньор де Обиньял.
- Иоланда Винденская[люкс.] — младшая дочь графа Виандена Генриха I и Маргариты де Куртене, доминиканская монахиня, легенда в истории Люксембурга
- Закария аль-Казвини — арабский учёный и литератор.
- Карма-бакши — Гьялва Кармапа II, второй глава традиции Карма Кагью (1204—1283), махасиддха, проповедник тибетского буддизма в Монголии и Китае
- Кей-Хосров III — султан Рума (1264—1283)
- Ал-Магриби — мусульманский математик и астроном государства Хулагу.
- Мангольд фон Штернберг — ландмейстер Тевтонского Ордена в Пруссии (1280—1283) и ландмейстер Тевтонского ордена в Ливонии (1281—1283).
- Хью Бой О’Нил, король Тирона (Тир Эогайна) (1260—1261, 1263—1283).
- Роберт де Стутевилл[англ.] — епископ Данкелда (1273—1283).
- Александр Стюарт — 4-й лорд-стюард Шотландии (1246—1253).
- Тьерри III де Монбельяр — граф Монбельяра (1223—1283)
- Ферри де Верней — маршал Франции (с 1272)
- Хью де Стирлинг[англ.] — епископ Данкелда (1283)
- Эскива IV де Шабанэ — граф Бигорра (1255—1263), граф д’Арманьяк (1255—1256)
- Ягмурасан ибн Зайян — основатель и первый правитель династии Абдальвадидов (1236—1283)